# Daniel Schneidermann
Daniel Schneidermann, francoski pisatelj in novinar, * 5. april 1958, Pariz.
Posveča se predvsem analizi televizijskih občil.